# Disperis micrantha
Disperis micrantha är en orkidéart som beskrevs av John Lindley. Disperis micrantha ingår i släktet Disperis och familjen orkidéer. Inga underarter finns listade i Catalogue of Life.